# Eugène Despois
Eugène Despois (Parigi, 25 dicembre 1818 – Parigi, 23 settembre 1876) è stato un giornalista francese e professore di retorica.

## Biografia
Figlio di Antoine Despois, pittore di soggetti storici, studiò all'École normale nel 1838, divenendo professore di retorica a Bourges e al Liceo Louis-le-Grand di Parigi. Dopo il colpo di Stato del 2 dicembre 1851, si dimise per non prestare giuramento al nuovo governo, come fecero Frederick Morin, Jules Barni e molti altri.
Si dedicò quindi all'insegnamento gratuito e alle opere letterarie. Oltre a diverse edizioni commentate di autori classici, pubblicò le traduzioni di Claudio Rutilio Namaziano, Arato di Soli e Avieno nella biblioteca latino-francese di Panckoucke (1780-1844), così come quella dei satirici latini nella collezione dei capolavori della letteratura antica. Con Charles Jourdain e Victor Cousin, collaborò alla pubblicazione delle opere di Abelardo in latino.
Dal 1870 fu assistente bibliotecario alla Sorbona e, tre anni più tardi, intraprese un'importante edizione delle opere di Molière, che Paul Mesnard completò dopo la sua morte.
Collaborò anche con diversi giornali, come La Liberté de penser, Revue des deux Mondes, Revue de Paris, Revue nationale, La Morale indépendante, e con Henri Brisson fondò L'Avenir nel 1854. Questi articoli, dove esponeva le proprie idee repubblicane e liberali, il gusto per la libertà e la dignità umana, lo resero famoso presso i suoi contemporanei.
Eugène Despois fu sepolto nel cimitero di Montparnasse, dove fu eretto un monumento ad opera di Ernest Christophe, con le seguenti parole:
(Ernest Christophe)